# Trn (gmina Kuršumlija)
Trn (cyr. Трн) – wieś w Serbii, w okręgu toplickim, w gminie Kuršumlija. W 2011 roku liczyła 4 mieszkańców.